# Lac Sauvage (Matawinie)
Pour les articles homonymes, voir Lac Sauvage et Sauvage (homonymie).
Le lac Sauvage est un plan d'eau douce de la municipalité de Saint-Zénon, dans la municipalité régionale de comté (MRC) de Matawinie, dans la région administrative de Lanaudière, au Québec, au Canada.

## Géographie
Le lac Sauvage a une longueur de 1,9 km et une altitude de 489 m dans les montagnes. Il est situé à 4,6 km au sud du village de Saint-Zénon, à 4,0 km au nord-est du lac à la Galette et à 3,3 km au sud-est du lac Bernard.
Le lac Sauvage est alimenté par les eaux de la rivière Sauvage (Matawinie) dont les lacs de tête sont le lac Sawin (altitude : 557 m) et le lac Bernard (altitude : 557 m). En descendant, cette rivière traverse les lacs du Curé (altitude : 503 m), lac de la Chaudière Rouge (altitude : 503 m), lac Désy (altitude : 498 m), pour se déverser sur la rive ouest du lac Sauvage. Puis, le courant coule sur 1,3 km vers le nord, en traversant le lac Sauvage (longueur de 1,9 km et altitude de 489 m), jusqu'à son embouchure situé du côté nord. De là, la rivière coule vers le nord jusqu'au lac Kaiagamac (altitude : 350 m) que le courant traverse. Puis la rivière Sauvage (Matawinie) va se déverser dans la rivière Matawin.
Le lac Sauvage est aussi alimenté par le sud-est par la décharge d'un ensemble de lacs : Albert (altitude : 493 m), Gonzague (altitude : 496 m), Marcellin (altitude : 503 m) et deux lacs sans nom.

## Toponymie
Le toponyme "lac Sauvage" a été officialisé le 5 décembre 1968 à la Banque des noms de lieux de la Commission de toponymie du Québec.